# 이상근 (1953년)
이상근(李相根, 1953년 11월 19일~)은 대한민국의 정치인이다. 
민선 1·2기 경상남도 고성군의원을 지냈고, 제45대 경남 고성군수(2022~, 민선 8기)이다. 경상남도 고성군 대가면 출생이다.

## 학력
- 대흥초등학교 23회 졸업
- 고성중학교 19회 졸업
- 금성고등학교 졸업
- 1991 한국방송통신대학교 농학과 졸업
- 한국방송통신대학교 일본학과 졸업
- 경남대학교 행정대학원 북한학과 정치학 석사 졸업
- 1994 경남대학교 대학원 정치외교학과 정치학 박사 졸업

## 경력
- 육군 병장 만기 전역
- 한국방송통신대학 통영지구 동창회장
- 한국방송통신대학 경남지역 동창회 부회장
- 경남대학교 행정대학원 총학생회장
- 경남 정치학회 특별회원
- 통영 상공회의소 상임의원
- 대가 4-H 후원회 회장
- 평화산소 (마산·통영·거제 공장) 경영
- 1995.07~1998.06 제2대 경상남도 고성군의회 의원
- 1995.07~1997.01 제2대 경상남도 고성군의회 전반기 총무위원회 위원
- 1995.07~1997.01 제2대 경상남도 고성군의회 전반기 의회운영위원회 위원
- 1995.07~1997.01 제2대 경상남도 고성군의회 전반기 예산결산특별위원회 위원
- 1997.01~1998.06 제2대 경상남도 고성군의회 후반기 의회운영위원회 위원
- 1997.01~1998.06 제2대 경상남도 고성군의회 후반기 산업건설위원회 위원
- 1997.01~1998.06 제2대 경상남도 고성군의회 후반기 예산결산특별위원회 위원장
- 1998.07~2002.06 제3대 경상남도 고성군의회 의원
- 1998.07~2000.07 제3대 경상남도 고성군의회 전반기 총무위원회 위원
- 1998.07~2000.07 제3대 경상남도 고성군의회 전반기 의회운영위원회 위원
- 2000.07~2002.06 제3대 경상남도 고성군의회 후반기 총무위원회 위원
- 새교육공동체 고성주민모임 대표
- 푸른 대가 가꾸기 추진위원장
- 제7·8·9·10·12·13기 민주평화통일자문회의 자문위원
- 민주평화통일자문회의 제12기 중앙상임위원
- 제17·18대 통일부 통일교육위원 경남협의회장
- 통일부 통일교육위원 중앙협의회 부의장
- 국제로타리 3590지구 고성로타리클럽 회장
- 새교육공동체 고성주민모임 명예회장
- (사)고성사랑회 고문
- 학교법인 고성고등학교 설립이사
- 민주평화통일자문회의 고성군협의회 회장
- 고성·통영 상공회의소 부회장
- (사)고성군 교육발전위원회 이사
- 고성문인협회 회원
- 오광대후원회 회원
- 고성군 생명환경농업연구회 회원
- 법무부 통영검찰청 범죄피해센터 운영위원
- (사)한국정책개발원 경남지회 회장
- 한나라당 여의도연구소 정책자문위원회 부위원장
- 새누리당 여의도연구원 외교통일 자문위원
- 대한적십자사 경남지사 상임위원
- 한국문인협회 고성지부 부회장
- 한국문인협회 고성지부 회원
- 제20대 대통령 선거 윤석열 후보 경남선대위 고성공동선대본부장
- 제20대 대통령직 인수위원회 국민통합위원회 자문위원
- 2022.07~제45대 경상남도 고성군수

## 전과
- 약사법위반: 벌금 1,500,000원 - 2008년 1월 4일 창원통영지원 선고[1]

## 수상
- 2007 지식경제부 장관 감사장
- 2011 국민훈장 석류장 수훈

## 저서
- <아버지의 새벽> (2013, 도서출판 경남)

논문
- 북한의 토지개혁에 관한 연구

## 역대 선거 결과
|  | 60.43% |

|  | 0% |

|  | 41.77% |

|  | 31.37% |

|  | 29.45% |

|  | 57.23% |